# Hracholusky (okres Rakovník)
Hracholusky (Duits: Schotendorf) is een Tsjechische gemeente in de regio Midden-Bohemen en maakt deel uit van het district Rakovník, ongeveer 12 km ten zuiden van de stad Rakovník.
Hracholusky telt 79 inwoners (2023).

## Geografie
Hracholusky wordt omringd door de natuurreservaten Duivelsrotsen en Valachov.

## Etymologie
De naam van het dorp is een samenstelling van het Tsjechische woord hrách, wat erwt betekent, en het werkwoord luskati, wat in spottende zin gebruikt werd voor mensen die erwten teelden. In historische bronnen komt de naam voor in de vormen Hracholusk (1379), Hracholusk (1394) en Hracholusti (1524).

## Geschiedenis
Volgens August Sedláček dateert de eerste schriftelijke vermelding van het dorp uit 1379. In die tijd was er een landgoed in het dorp, dat deel uitmaakte van het landgoedeigendom van Křivoklát. Volgens Rudolf Anděl dateert de eerste vermelding van het dorp uit 1385, toen Anežka van Sadlno stierf en het dorp door middel van een erfenis in handen kwam van Koning Wenceslaus IV. In 1414 vestigde zijn zoon Jan van Hracholusk zich er, aan wie het dorp toebehoorde tot zijn dood in 1445. Het dorp werd geërfd door Jans zuster Bětka en zijn weduwe Markéta, die hertrouwde met Mikuláš Pirnoška en met hem mee verhuisde naar Hlohovice. Beiden verkochten hun aandelen aan Jan Duchek uit Pustovět, die vijftig kopeken betaalde voor Markéta's aandeel.
Jan, hertog van Pustovět, liet in 1449-1470 een vesting bouwen. Zijn drie zonen woonden er ook en verkochten het dorp en de vesting in 1476 aan Burjan van Strojetice. Van Burjan werd het hele dorp in 1495 gekocht door Jan, Penížek van Slatina en zijn gelijknamige vader. Hun schuldeiser was Rejna van Strojetice, die het dorp erfde na de dood van Jan in 1507. In 1521 kocht Ondřej Vančura van Vlenec het dorp van haar, waarna zijn zoon Mikuláš Hracholuský van Vlenec het erfde en het in 1551 verkocht aan Jindřich van Vřesovice. Zijn zonen Jan en Jetřich van Vřesovice moesten het dorp wegens schulden verkopen aan Radslav van Vchynice en Petrovice. Radslav verdeelde Hracholusky later in twee delen, die hij in 1589 en 1592 verkocht aan Keizer Rudolf II, voor 3750 kopeken. Tijdens de Dertigjarige Oorlog werden het dorp en de vesting in brand gestoken. De vesting werd nadien niet herbouwd.

## Verkeer en vervoer

### Spoorlijnen
Er is geen spoorlijn of station in (de buurt van) het dorp.

### Buslijnen
Lijn 576 Rakovník - Slabce - Skryje van Transdev Střední Čechy halteert in het dorp.
Op werkdagen rijden er 12 ritten in beide richtingen; in het weekend 7.

## Galerij

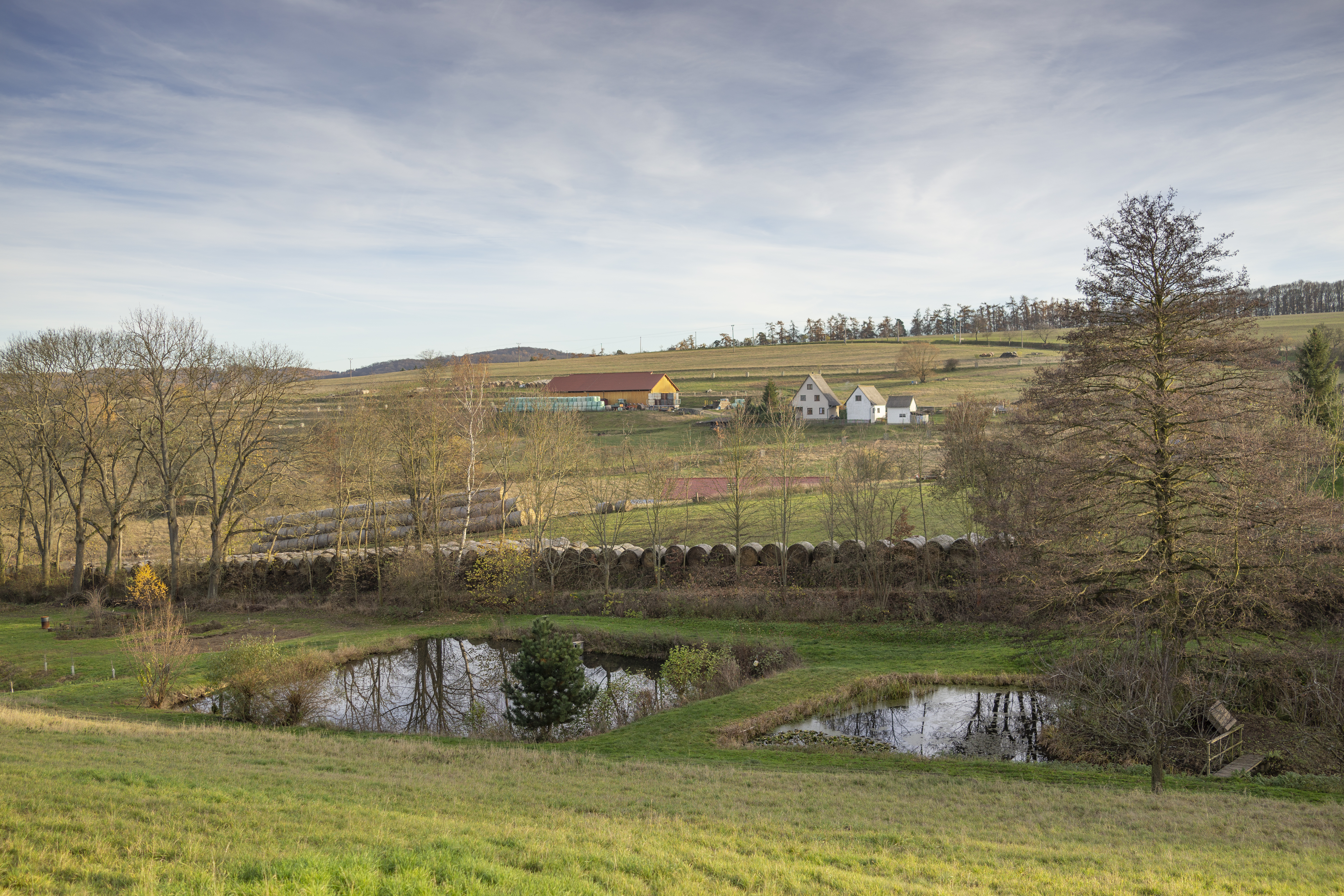
Boerenland en vijvertjes nabij Hracholusky
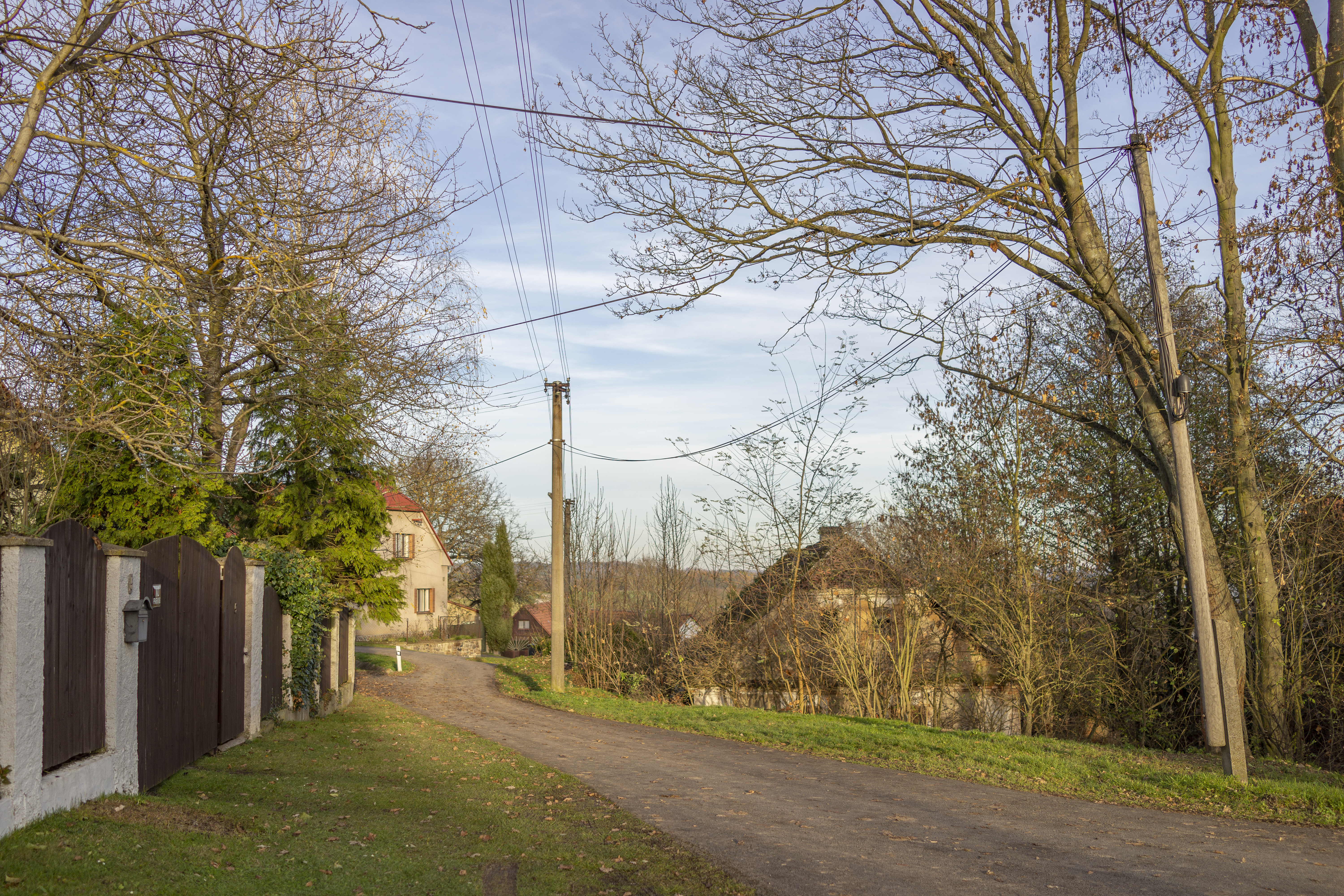
Weggetje in Hracholusky
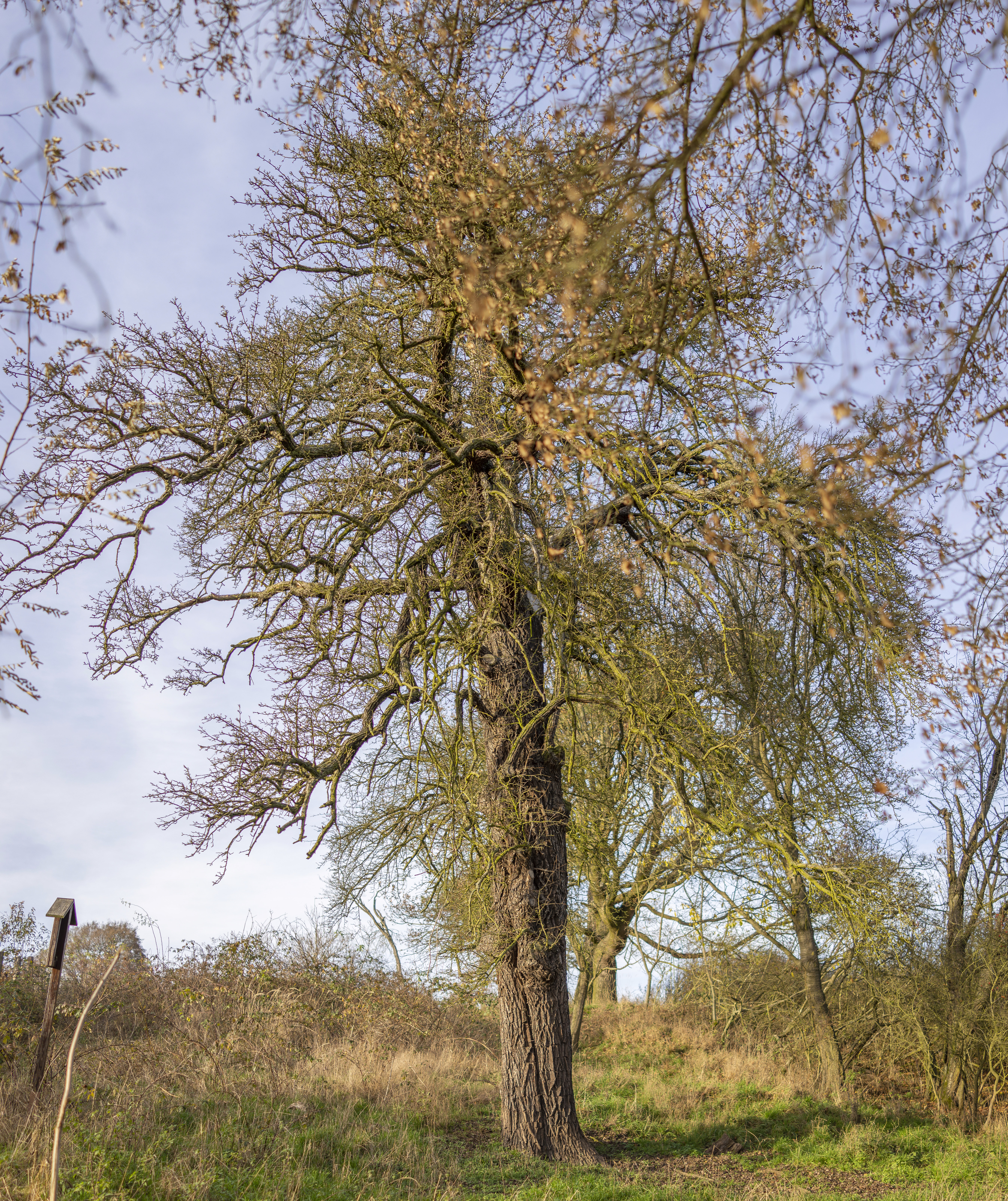
Heilige perenboom nabij Hracholusky
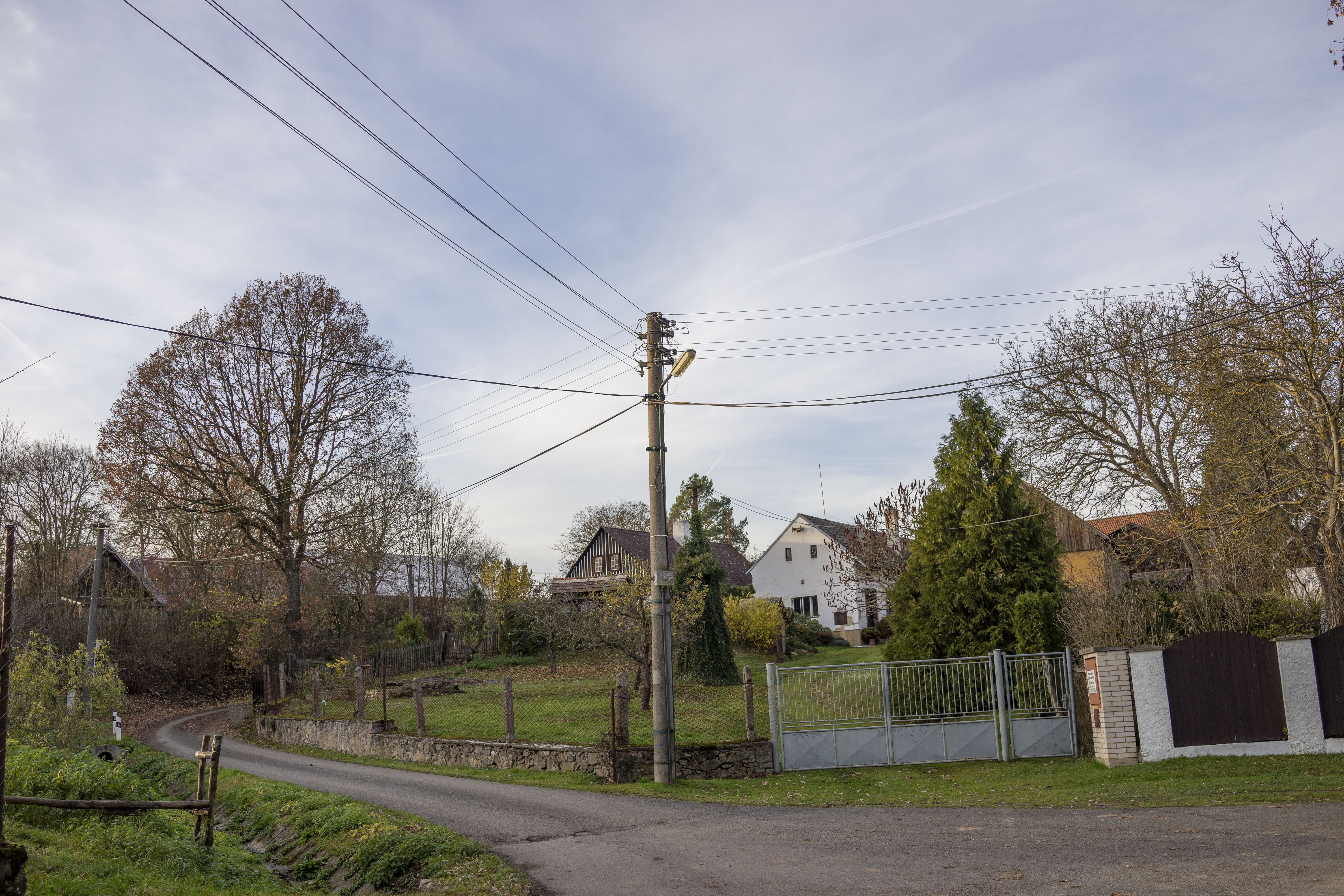
Straat in Hracholusky
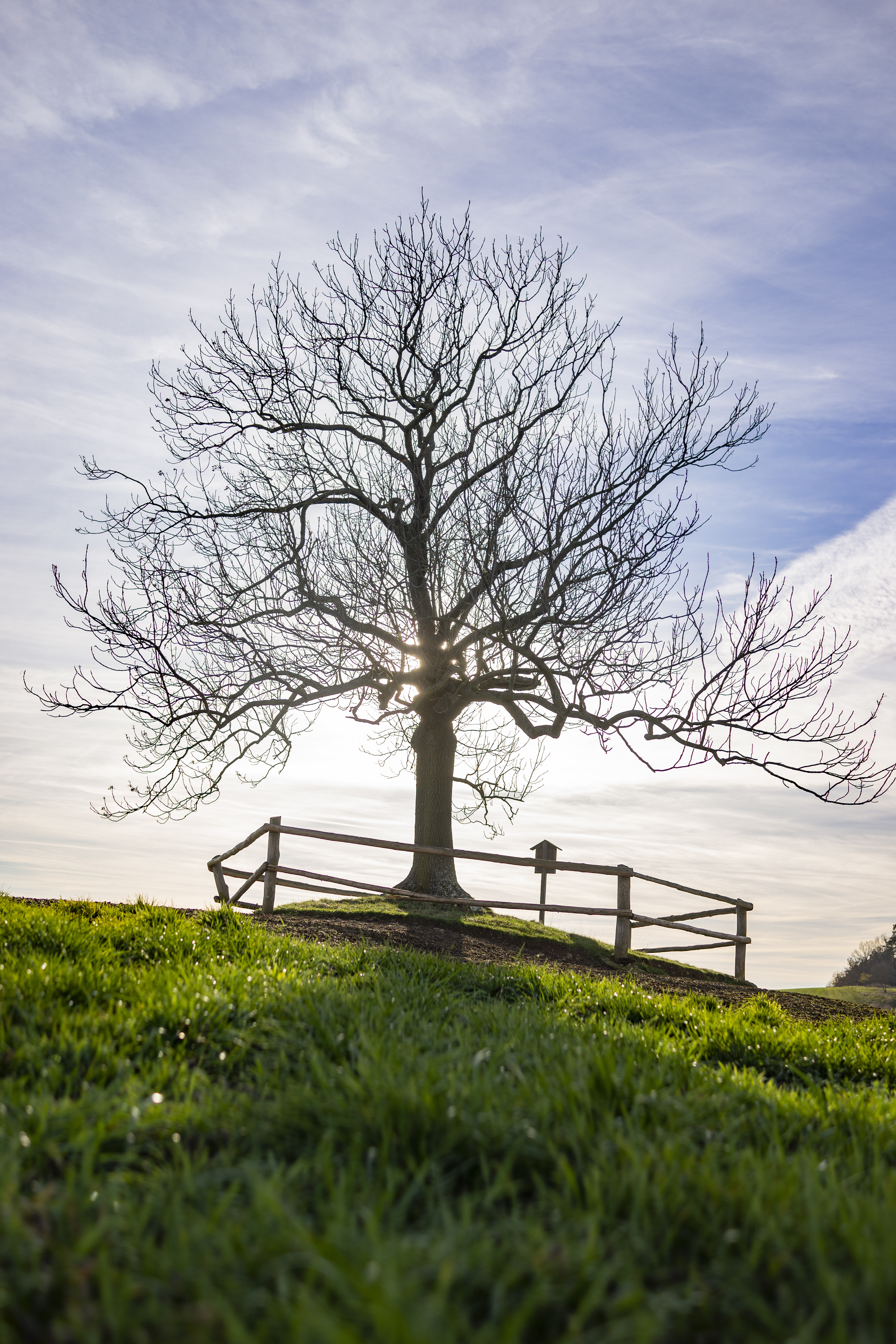
Heilige es nabij Hracholusky